# Paul Bauwens-Adenauer
Paul Bauwens-Adenauer (* 19. April 1953 in Köln) ist deutscher Bauunternehmer, Architekt und Lobbyist.

## Biografie
Paul Adenauer wurde 1953 als Enkel des damaligen Bundeskanzlers Konrad Adenauer geboren und 1983 vom kinderlosen Paul-Ernst Bauwens im Wege der Erwachsenenadoption adoptiert. Seitdem führt er den Nachnamen „Bauwens-Adenauer“. Adenauer studierte nach dem Abitur, das er 1971 am Staatlichen Apostelgymnasium in Köln-Lindenthal ablegte, an der Technischen Universität Braunschweig und an der Rheinisch-Westfälischen Technischen Hochschule Aachen Architektur. Danach war er in einem Kölner Architekturbüro tätig. Er arbeitete ab 1982 zunächst als Trainee im Bauunternehmen seines Adoptivvaters, der Bauwens GmbH. 1986 übernahm er als Geschäftsführer die Leitung des Bauunternehmens, das er bis 1994 zum Systemanbieter für Konzeption und Betreuung von Bauprojekten umbaute.
2005 wurde er Präsident der Industrie- und Handelskammer zu Köln. In dieser Position war er bis 2015 aktiv und in Gremien der IHK-Organisation auf Landes- und Bundesebene, als Präsident der IHK NRW und Vizepräsident des Deutschen Industrie- und Handelskammertages, tätig. Er war mit Ulrich Soénius Vorstand des Unternehmer für die Region Köln e. V., der von August 2007 bis zum Spätherbst 2008 den Städtebaulichen Masterplan für die Innenstadt Kölns von Albert Speer junior erarbeiten ließ. Mit seinem Bruder und Mitgesellschafter im Unternehmen Bauwens GmbH, Patrick Adenauer, gründete er 2004 die Kölner Grün Stiftung.
Bauwens-Adenauer ist Vorsitzender des Landesverbands Nordrhein-Westfalen des Wirtschaftsrats der CDU. Er war von Januar 1994 bis Januar 2009 Honorarkonsul der Niederlande. Bauwens-Adenauer ist verheiratet und hat drei Kinder.

## Politik
Bauwens-Adenauer gehörte 2009 als vom Landtag Nordrhein-Westfalen nominierter Abgeordneter der 13. Bundesversammlung an. Im August 2010 unterzeichneten Bauwens-Adenauer und etwa 40 andere Prominente den Energiepolitischen Appell für eine Laufzeitverlängerung deutscher Kernkraftwerke.